# Малые Мазары
Малые Мазары (мар. Изи Мозар) — деревня в Медведевском районе Республики Марий Эл. Входит в состав Нурминского сельского поселения.

## География
Находится на расстоянии приблизительно 11 км по прямой на северо-запад от города Йошкар-Ола.

## История
Известна с 1795 года как выселок Мазарсола из деревни Ныръял с 13 дворами. В 1877 году здесь (Мазар) насчитывался 21 двор, в 1895 (уже околоток Малые Мазары) 88 жителей, в 1921 (деревня Малые Мазары) 185 жителей. В период 1932—1936 годов здесь размещалась исправительно-трудовая колония. В советское время работали колхозы «Борец» и имени Чапаева.

## Население
Население составляло 89 человек (мари 96 %) в 2002 году, 97 в 2010.